# نوروود (کارولینای شمالی)
نوروود (به انگلیسی: Norwood) شهری در ایالت کارولینای شمالی کشور ایالات متحده آمریکا است که جمعیت آن در سرشماری سال ۲۰۱۰ میلادی، ۲٬۳۷۹ نفر بوده‌است.